# Хамерлинк, Альфред
Альфред Хамерлинк (нидерл. Alfred Hamerlinck; 27 сентября 1905, Ассенеде, провинция Восточная Фландрия, Бельгия — 10 июля 1993,  Гент, Бельгия) — бельгийский профессиональный шоссейный велогонщик в 1927-1936 годах.  Победитель однодневных велогонок: Схал Селс (1929), Чемпионат Фландрии (1930).

## Достижения
1927
1-й 1-meiprijs - Ere-Prijs Vic De Bruyne
2-й Circuit de Paris
5-й Тур Бельгии — Генеральная классификация
9-й Тур Страны Басков — Генеральная классификация
1928
1-й Чемпион Восточной Фландрии
1929
1-й GP Wolber
1-й Схал Селс
3-й Тур Фландрии
3-й Схелдепрейс
3-й Чемпионат Бельгии - Групповая гонка
1930
1-й Чемпионат Фландрии
3-й Чемпионат Бельгии - Групповая гонка
3-й Critérium des Aiglons
4-й GP Wolber
6-й Тур Фландрии
6-й Париж — Рубе
8-й Чемпионат мира - Групповая гонка (проф.)
1931
1-й Circuit de Paris
1-й — Этапы 1 и 6 Тур де Франс
 Лидер в генеральной классификации после Этапа 1
2-й GP Wolber
3-й Париж — Тур
5-й Тур Бельгии — Генеральная классификация
1-й — Этапы 1 и 4
1932
3-й Тур Фландрии
8-й Чемпионат мира - Групповая гонка (проф.)
1933
1-й Stadsprijs Geraardsbergen
4-й Чемпионат мира - Групповая гонка (проф.)
1934
1-й Stadsprijs Geraardsbergen
1-й Гран-при Вилворде
2-й Схелдепрейс
10-й Париж — Рубе
1935
2-й Чемпионат Фландрии
1936
1-й Шесть дней Антверпена (трек)

## Статистика выступлений

### Гранд-туры
| Гранд-тур      | 1931 |
| -------------- | ---- |
| Джиро д’Италия | —    |
| Тур де Франс   | НФ   |

| —  | Не участвовал  |
| НФ | Не финишировал |